# Голлівудська удача
«Голлівудська удача» (англ. Hollywood Luck) — американська короткометражна кінокомедія Роско Арбакла 1932 року.

## У ролях
- Вірджинія Брукс
- Ріта Флінн
- Бетті Грейбл
- Кларенс Нордстром
- Ферн Емметт
- Едді Макпайл
- Лінтон Брент
- Денніс О'Доннелл